# Styx (satelit)
Styx este un mic satelit natural al lui Pluto, a cărui descoperire a fost anunțată pe 11 iulie 2012. A fost descoperit cu ajutorul Telescopului spațial Hubble. Până în 2022, el este cel mai mic satelit al lui Pluto. A fost pozat împreună cu Pluto și ceilalți sateliți ai lui, de sonda spațială New Horizons în iulie 2015, deșii o singură imagine de calitate scăzută cu Styx a fost obținută.
Styx este al doilea ce mai apropiat satelit cunoscut al lui Pluto și al cincilea descoperit. A fost descoperit la un an după Kerberos. Styx are aproximativ 16 km (9,9 mi) de-a lungul celei mai lungi dimensiuni,și perioada sa orbitală este de 20.1 zile.

## Descoperire și observații

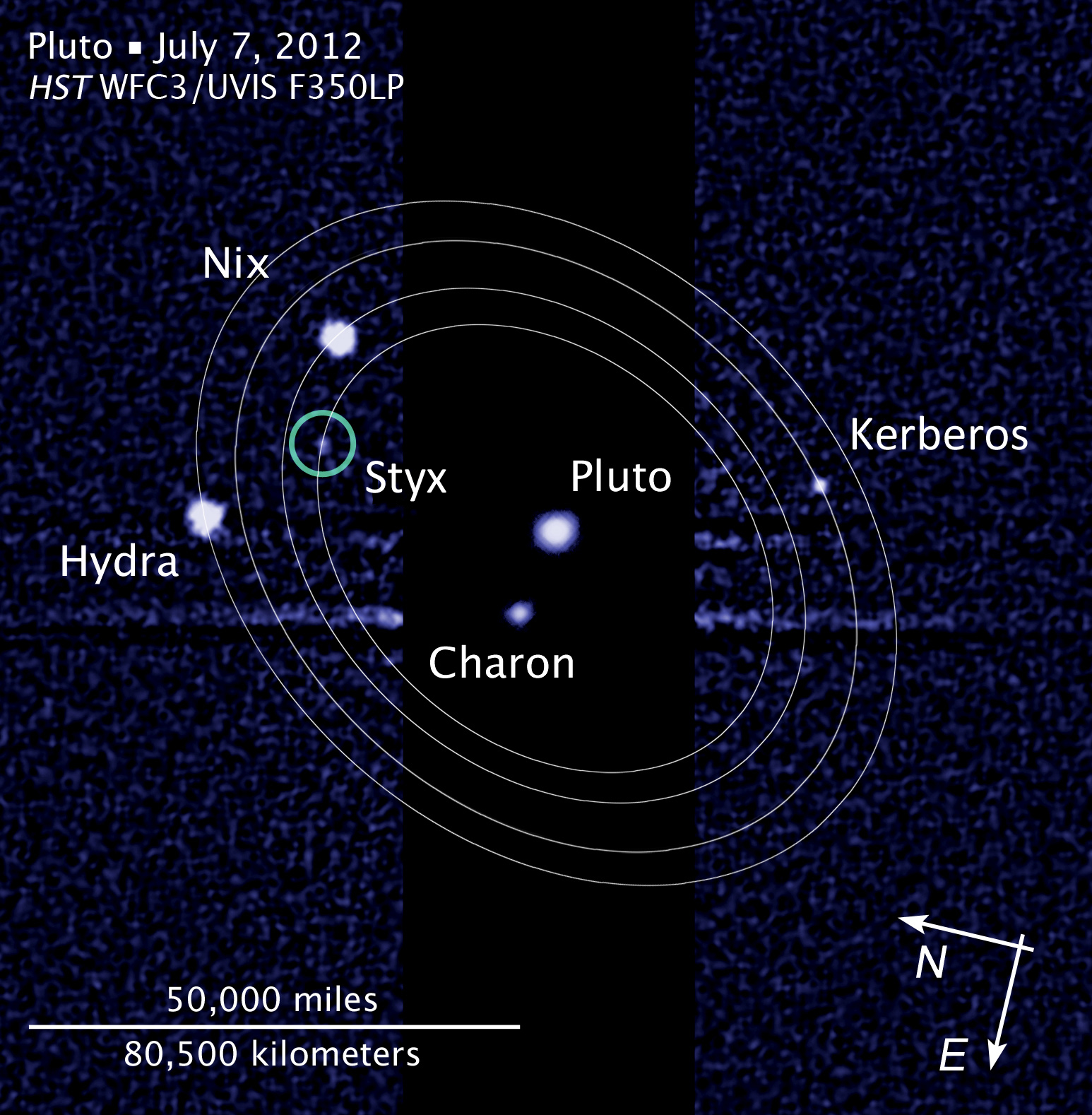
Imagine Hubble cu Styx (încercuit), cu oritele sateliților exteriori arătate

Styx a fost descoperit de o echipă condusă de astronomul Mark R. Showalter, folosind 14 seturi de imagini făcute între 26 iunie și 9 iulie 2012 de Wide Field Camera 3 montată pe Hubble. Descoperirea a fost anunțată pe 11 iulie 2012. Styx are apoximativ jumătate din luminozitatea următorului celui mai puțin strălucitor obiect din sistem, Kerberos, și este de o sută de mii de ori mai puțin strălucitor decât Pluto. A fost numit S/2012 (134340) 1, și denumit informal ca P5.
Munca de observație care au condus la descoperirea Styx a fost pregătită pentru misiunea New Horizons, care a zburat pe lângă sistemul Pluto în 14 iulie 2015.Descoperirea unui alt satelit mic plutonian a sporit îngrijorarea că această regiune a spațiului ar putea adăposti mai multe corpuri prea mici pentru a fi detectate, și că sonda spațială ar putea fi afectată de un corp neobservat sau de un Inel planetar în timp ce traversa sistemul cu o viteză de peste 13 km/s. Sateliți mici, precum satelitul lui Saturn, Pallene, tind să fie asociate cu inele sau arce tenue, deoarece gravitația lor nu este capabilă să rețină materialul aruncat de impacturi cu meteoriți, și un astfel de material difuz reprezintă pericolul principal pentru navigație. Însă, sonda spațială New Horizons nu a detectat sateliți mai mici inele, și a trecut prin sistemul Pluto în siguranță.

## Origine
Sistemul de sateliți neașteptat de complex din jurul lui Pluto poate fi rezultatul unei coliziuni între Pluto și un alt obiect considerabil din centura Kuiper din trecutul îndepărtat. Sateliții lui Pluto ar putea fi formați din resturile de la un astfel de eveniment, similar cu impactul Theia despre care se crede că a format Luna. Este posibil ca rezonanțe orbitale să fi acționat ca „rule” pentru a aduna material de la coliziune.

## Caracteristici fizice
Se estima inițial că Styx are un diametru de între 10 și 25 km (6,2 și 15,5 mi). Aceste numere au fost deduse din magnitudinea aparentă a lui Styx folosind un albedo estimat de 0.35 și respectiv 0.04 pentru limitele inferioare și superioare. După măsurătorile efectuate de New Horizons, s-a dovedit că Styx are (deși nu este surprinzător) o formă foarte neregulată, măsurând aproximativ 16 × 9 × 8 km (9,9 × 5,6 × 5,0 mi). Se crede că s-a format din resturile create de o coliziune, ceea ce ar fi dus la pierderea gheaților volatile, cum ar fi cele de azot și metan, din compoziția impactorilor. Se așteaptă ca acest proces să fi creat un corp format în principal din gheață.

## Orbită
Styx orbitează baricentrul Pluto–Charon la o distanță de 42,656 de km, punându-l între orbita lui Charon și Nix. Toți sateliții lui Pluto par să călătorească pe orbite care sunt aproape circulare și coplanare, descrise de descoperitorul lui Styx, Mark Showalter, ca fiind „îngrijit cuibărite... un pic ca păpușile rusești”.
Se află într-o rezonanță orbitală de 11:6 cu Hydra și o rezonanță de 11:9 cu Nix (raporturile reprezintă numărul de orbite finalizate pe unitatea de timp; raporturile perioadelor sunt inverse). Ca rezultat al acestei rezonanțe de trei corpuri asemănătoare rezonanței Laplace, are conjuncții cu Nix și Hydra într-un raport de 2:5.
Are o perioadă orbitală de 20.16155 de zile. Este la 5.0% de o rezonanță de 1:3 cu perioada orbitală Charon–Pluto de 6.387 de zile. Cu ceilalți sateliți, Nix, Kerberos și Hydra, face parte dintr-o secvență neobișnuită de rezonanțe apropiate de 1:3:4:5:6 (raportul perioadelor).. Spre deosebire de orbită, rotația Stygiană este haotică; ca și ceilalți sateliți mici plutonieni, Styx nu este în rotație sincronă, iar rotația sa variază pe perioade scurte de timp (la o rată de aproximativ 3,239 de zile la momentul zborului New Horizons).

## Numire
Înainte ca oricare dintre sateliții lui Pluto să fie descoperiți, autorul Edmond Hamilton a numit trei sateliți ai lui Pluto, în romanul său științifico-fantastic din 1940, Calling Captain Future, numindu-i Charon, Styx și Cerberus.
La descoperirea sa, Styx a primit denumirea de planetă minoră S/2012 (134340) 1 deoarece a fost primul satelit (S) descoperit orbitând în jurul planetei minore 134340 Pluto în 2012. Este cunoscut în mod informal sub numele de „P5”, adică al cincilea satelit plutonian să fie descoperit. Denumirea S/2012 P 1 a fost uneori folosită, urmând formatul de dinainte de 2006, în care Pluto era încă considerat o planetă și a primit propria abreviere cu o singură literă.
Convenția pentru denumirea sateliților plutonieni este de a folosi nume asociate cu zeul Pluto din mitologia clasică greacă și romană. Pentru a decide numele pentru P4 și P5, Mark Showalter și Institutul SETI, în numele echipei de descoperire, au efectuat un sondaj neobligatoriu pe internet în 2013, în care publicul larg a fost invitat să voteze pentru numele lor preferate. Publicul putea alege dintr-o selecție de nume mitologice grecești legate de zeul Pluto sau își putea propune propriile nume. După anunțul inițial, William Shatner, actorul care îl interpretează pe căpitanul James T. Kirk în franciza Star Trek, a propus numele Vulcan și Romulus, referindu-se la zeul focului Vulcan (un nepot al lui Pluto), și la Romulus, fondatorul Romei, dar și făcând aluzie la planetele fictive Vulcan și Romulus din universul Star Trek. Sugestia 'Romulus' nu a fost acceptată, deoarece deja exista un satelit al unui asteroid cu același nume, dar Vulcan a câștigat sondajul după ce Shatner a postat pe Twitter despre el, Cerberus (câinele care păzește lumea de apoi a lui Pluto) ocupând locul al doilea și Styx (zeița râului cu același nume din lumea de apoi) pe locul al treilea. Numele câștigătoare au fost depuse Uniunii Astronomice Internaționale.
Însă, Vulcan era inacceptabil pentru IAU, deoarece nu era numele unei figuri din lumea de apoi și fusese deja folosit pentru o planetă ipotetică interioară lui Mercur, precum și pentru că este și numele vulcanoizilor.
La 2 iulie 2013, IAU a anunțat că a aprobat oficial denumirile Styx pentru P5 și Kerberos pentru P4..

## References
1. 1 2  Scott S. Sheppard, Pluto Moons
2. 1 2 3 4  
Showalter, M. R.; Hamilton, D. P. (3 iunie 2015). „Resonant interactions and chaotic rotation of Pluto's small moons”. Nature. 522 (7554): 45–49. Bibcode:2015Natur.522...45S. doi:10.1038/nature14469. PMID 26040889. Accesat în 3 iunie 2015.
3. 1 2 3 4 5 6  „Special Session: Planet 9 from Outer Space – Pluto Geology and Geochemistry”. YouTube. Lunar and Planetary Institute. 25 martie 2016. Accesat în 27 mai 2019.
4. ↑  Johnston, Robert. „(134340) Pluto, Charon, Nix, Hydra, Kerberos, and Styx”. Asteroids with Satellites Database—Johnston's Archive. Accesat în 7 martie 2016.
5. 1 2  „DPS 2015: Pluto's small moons Styx, Nix, Kerberos, and Hydra [UPDATED]”. www.planetary.org.
6. 1 2 3  
Sanders, Ray (11 iulie 2012). „Hubble Space Telescope detects fifth moon of Pluto”. Phys.org. Accesat în 11 iulie 2012.
7. ↑  „Pluto's Moons: Five and Counting”. Sky & Telescope. 11 iulie 2012. Arhivat din original la 4 ianuarie 2013. Accesat în 24 mai 2022.
8. ↑  Showalter, M.R.; Weaver, H. A.; Stern, S. A.; Steffl, A. J.; Buie, M. W.; Merline, W. J.; Mutchler, M. J.; Soummer, R.; Throop, H. B. (2012). „New Satellite of (134340) Pluto: S/2012 (134340) 1”. IAU Circular. 9253: 1. Bibcode:2012IAUC.9253....1S.
9. 1 2 3 4  
Matson, J. (11 iulie 2012). „New Moon for Pluto: Hubble Telescope Spots a 5th Plutonian Satellite”. Scientific American web site. Accesat în 12 iulie 2012.
10. ↑  
„Hubble Discovers a Fifth Moon Orbiting Pluto”. NASA. 11 iulie 2012. Accesat în 18 iulie 2012.
11. ↑  
Chang, Kenneth (13 iulie 2012). „Pluto jokes resurface after new moon found”. Sydney Morning Herald. Accesat în 18 iulie 2012.
12. ↑  
„New moon spotted orbiting Pluto, scientists say”. Guardian. Associated Press. 11 iulie 2012. Accesat în 18 iulie 2012.
13. ↑  
Wall, Mike (11 iulie 2012). „Hubble telescope spots fifth moon orbiting Pluto”. Christian Science Monitor. Accesat în 11 iulie 2012.
14. ↑  
Redd, N. T. (28 noiembrie 2011). „Pluto's Moons Could Spell Danger for New Horizons Spacecraft”. Space.com. Accesat în 19 iulie 2012.
15. 1 2  
Maugh, Thomas H. II (11 iulie 2012). „Astronomers find fifth moon at Pluto”. Los Angeles Times. Accesat în 11 iulie 2012.
16. ↑  
„Hubble Discovers a Fifth Moon Orbiting Pluto”. HubbleSite. 11 iulie 2012. Accesat în 12 iulie 2012.
17. ↑  
„Hubble discovers new Pluto moon”. bbc.co.uk. BBC News. 11 iulie 2012. Accesat în 12 iulie 2012.
18. ↑  
Nemiroff, R.; Bonnell, J., ed. (16 iulie 2012). „Fifth Moon Discovered Orbiting Pluto”.
19. ↑  Witze, Alexandra (3 iunie 2015). „Pluto's moons move in synchrony”. Nature. doi:10.1038/nature.2015.17681.
20. ↑  Codex Regius (2016). Pluto & Charon. CreateSpace Independent Publishing Platform. ISBN 978-1534960749.
21. ↑  „You & William Shatner Can Name Pluto's 2 Newest Moons”. 14 februarie 2013. Arhivat din original la 18 iunie 2015. Accesat în 18 iunie 2015.
22. 1 2  Marcia Dunn (25 februarie 2013). „Capt. Kirk's Vulcan entry wins Pluto moons contest”. San Francisco Chronicle. Associated Press. Arhivat din original la 26 februarie 2013. Accesat în 25 februarie 2013.
23. 1 2  Witze, Alexandra (23 aprilie 2013). „Moon and planet names spark battle”. Nature. 496 (7446): 407. Bibcode:2013Natur.496..407W. doi:10.1038/496407a . PMID 23619668.
24. ↑  „'Vulcan' tops poll for moon name”. 3 News NZ. 26 februarie 2013. Arhivat din original la 8 august 2014. Accesat în 20 iunie 2022.
25. ↑  Miriam Krame (25 februarie 2013). „'Vulcan' and 'Cerberus' Win Pluto Moon Naming Poll”. SPACE.com. Accesat în 25 februarie 2013.
26. ↑  Rice, Tony. „Kerberos and Styx named as moons of Pluto”. WRAL.
27. ↑  „Names for New Pluto Moons Accepted by the IAU After Public Vote”. IAU. 2 iulie 2013. Arhivat din original la 23 martie 2014. Accesat în 2 iulie 2013.
28. ↑  „Pluto's Smallest Moons Receive Their Official Names”. SETI Institute. 2 iulie 2013. Arhivat din original la 5 iulie 2013. Accesat în 2 iulie 2013.